# Конус осипу

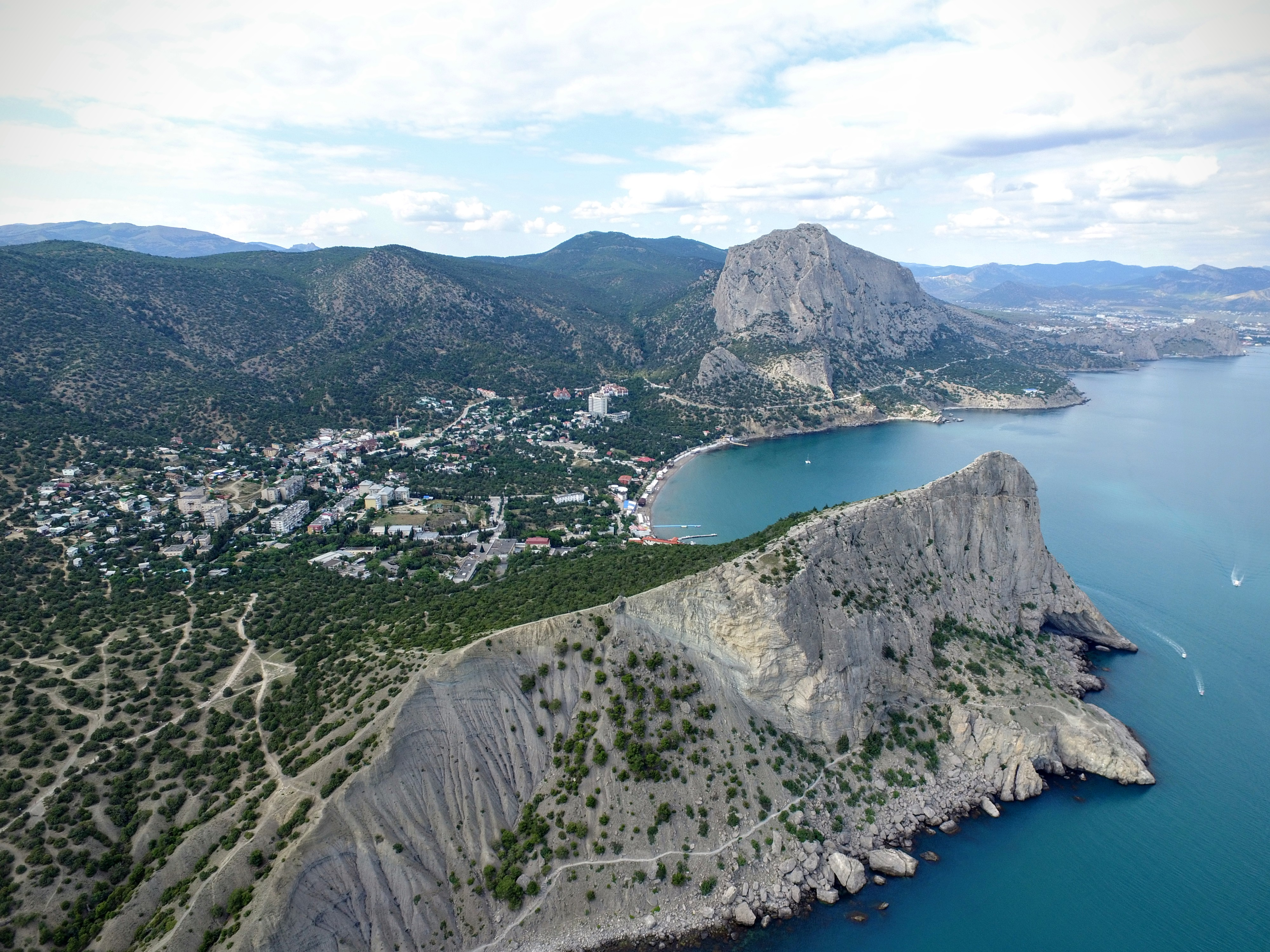
Конуси осипу куестового схилу, Новий Світ, Крим, Україна.

Конус осипу (англ. talus cone) — акумулятивна форма рельєфу, що утворюється біля підніжжя гірських схилів внаслідок денудації і осипання уламкового матеріалу (колювію) без участі перенесення водними потоками (делювіальні процеси), лише внаслідок гравітації. У цьому плані конуси осипу протиставляються конусам виносу, відповідно складені більш грубим матеріалом і мають відносно обмежене горизонтальне простягання, круті схили (30-40°).

## Поширення в Україні
На території України конуси осипу поширені в Кримських горах, вздовж підніжжя куест; в українській частині Карпатських гір.